# Nettie Sutro-Katzenstein
Nettie Sutro-Katzenstein, geborene Nanette Gerstle  (* 1. November 1889 in München; † 21. September 1967 in Zürich) war eine Schweizer Historikerin und Flüchtlingshelferin mit deutschen Abstammung. Sie hatte das Schweizer Bürgerrecht von Zürich und Gerra (Gambarogno) erworben.

## Leben
Nanette Gerstle wuchs als Tochter eines jüdischen Kaufmanns mit zwei Geschwistern in München auf. Als Pseudonym für ihre literarischen Arbeiten hatte sie den Mädchennamen ihrer Grossmutter mütterlicherseits Bessie Frankheimer-Sutro angenommen. 1914 heiratete sie den Medizinstudenten und späteren Neurologen Erich Katzenstein, mit dem sie zwei Söhne hatte. Sie studierte von 1915 bis 1919 Philosophie und Soziologie an der Universität München.
Nach der gewaltsamen Niederschlagung der Münchner Räterepublik 1919 floh das Ehepaar Katzenstein, das mit Ernst Toller befreundet war, nach Bern in die Schweiz. Dort setzte Nettie ihr Studium in Geschichte, Kunstgeschichte und Nationalökonomie an der Universität Bern fort, wo sie 1921 zum Thema Das Vorparlament: Liberalismus und Demokratismus 1848 promovierte. Nach einem Aufenthalt in Ascona, wo ihr Mann Erich Katzenstein der Bezirksarzt war, liess sich das Ehepaar in Zürich nieder. Hier hatte ihr Mann Gelegenheit erhalten, als Lieblingsassistent von Constantin von Monakow zu arbeiten und so den Schriftsteller Jakob Wassermann kennenlernte.
Nettie Sutro unterrichtete, übersetzte die ersten Werke von Ignazio Silone ins Deutsche, war Mitarbeiterin Emil Ludwigs und arbeitete für den Rundfunk. Das Haus Katzenstein wurde ein Treffpunkt von Intellektuellen wie Ernst Toller, Jakob Wassermann und Martin Buber. Nach der Machtergreifung des NS-Regimes unterstützten die Katzensteins die Notgemeinschaft deutscher Wissenschaftler im Ausland von Philipp Schwartz.
1933 war sie Gründungsmitglied des Comité d’aide aux enfants des émigrés allemands, Schweizersektion (ab 1935 Schweizer Hilfswerk für Emigrantenkinder (SHEK)). Das von ihr 1934–1948 geleitete Hilfswerk (in enger Zusammenarbeit mit der Präsidentin der Basler Sektion Georgine Gerhard) unterstützte Kinder von nach Frankreich ausgewanderten deutschen Eltern und führte 1934–1939 für rund 5.000 jüdische Kinder zwei- bis dreimonatige Aufenthalte in der Schweiz durch. Die Frauen des SHEK betreuten diese Kinder im Sinn karitativer Hilfe und mütterlicher Liebe. Sie kümmerten sich nicht um politische Programme, sondern arbeiteten mit allen Hilfswilligen zusammen und sorgten für geeignete Erholungs- und Ferienplätze für ihre Schützlinge.
Im November 1938 gelang es Georgine Gerhard und Nettie Sutro, eine Ausnahmebewilligung zur Einreise von 300 jüdischen Kindern aus Frankfurt sowie Konstanz und anderen südbadischen Gemeinden zu erhalten («300-Kinder-Aktion»). Weil der Zweite Weltkrieg ausbrach, blieben die Kinder nicht wie geplant sechs Monate, sondern sechs Jahre in der Schweiz, was für sie lebensrettend war.
Im Frühjahr 1940 trat das SHEK der Schweizerischen Arbeitsgemeinschaft für kriegsgeschädigte Kinder (SAK) (ab 1942 Kinderhilfe des Schweizerischen Roten Kreuzes) bei. Zwischen 1939 und 1948 wurden vom SHEK rund 5000 – zum grössten Teil illegal eingereiste – jüdische Flüchtlingskinder betreut. Das SHEK führte eigene Heime und schuf 1944 eine Zentrale Heimkommission, die von Georgine Gerhard präsidiert wurde.
Als Mitglied der 1944 eingesetzten Sachverständigenkommission für Flüchtlingsfragen des EJPD leistete sie mit dem SHEK einen grossen Beitrag zur Kooperation zwischen den einzelnen Hilfswerken. Seit 1951 engagierte sie sich in dem von ihr mitgegründeten Schweizer Kinderdorf Kiriat Yearim bei Jerusalem. In ihrem 1952 erschienenen Buch Jugend auf der Flucht 1933–1948 hielt sie ihre Erinnerungen als Mitbegründerin und Leiterin des SHEK fest, die dann auch in den Ludwig-Bericht von 1957 einflossen.

## Ehrung
- 2005 wurde zu ihren Ehren postum die Nettie-Sutro-Strasse in Zürich-Affoltern nach ihr benannt.[6]

## Veröffentlichungen
- Das Vorparlament: Liberalismus und Demokratismus 1848. Dissertation. Universität Bern, 1921.
- Ignazio Silone: Fontamara. Deutsche Übersetzung. Oprecht und Helbling, Zürich 1933.[7]
- Jugend auf der Flucht, 1933–1948. 15 Jahre im Spiegel des Schweizer Hilfswerks für Emigrantenkinder. Mit einem Vorwort von Albert Schweitzer. Europa-Verlag, Zürich 1952.